# 拝啓、民泊様。
『拝啓、民泊様。』（はいけい、みんぱくさま。）は、2016年10月下旬から、毎日放送の制作によって、TBSをはじめとする同系列局の一部で放送の『ドラマイズム』にて放送したテレビドラマ。「民泊」を題材にして、ハートフルに描く。なお、このドラマには民泊が認められている東京都大田区の全面協力により制作されている。

## 登場人物
山下沙織
演 -  黒木メイサ
山下寛太
演 -  新井浩文
江南昌平
演 -  中野裕太
立川美由
演 -  今野杏南
山下寛十郎
演 -  鈴木正幸
寛太の父。元旅館経営者
民沢琢己
演 - 島丈明
久米始
演 - 末松暢茂
畠山満
演 - 与座重理久
上田
演 - 落合陽平

## 放送日程
| 話数  | 放送日   | 放送日   | サブタイトル   |
| 話数  | MBS      | TBS      | サブタイトル   |
| ----- | -------- | -------- | -------------- |
| 第1話 | 10月24日 | 10月26日 | 民泊始めマス。 |
| 第2話 | 10月31日 | 11月02日 | 風呂入りマス。 |
| 第3話 | 11月07日 | 11月09日 | 開店祝いマス。 |
| 第4話 | 11月14日 | 11月16日 | 嘘がバレます。 |
| 第5話 | 11月21日 | 11月23日 | 民泊辞めマス。 |
| 第6話 | 11月28日 | 11月30日 | また始めマス。 |

## スタッフ
- 監督 - 谷内田彰久
- 脚本 - 野村伸一
- 音楽監督 - 常田大希
- 主題歌 - JY『ブギウギ』
- 挿入歌 - AK-69『Baby』
- オープニングテーマ - SHE'S『Stars』

## ネット局
| 放送期間                  | 放送日時                     | 放送局         | 放送対象地域 | 備考   |
| ------------------------- | ---------------------------- | -------------- | ------------ | ------ |
| 2016年10月24日 - 11月28日 | 月曜 0:50 - 1:20（日曜深夜） | 毎日放送       | 近畿広域圏   | 制作局 |
| 2016年10月26日 - 11月30日 | 水曜 1:28 - 1:58（火曜深夜） | TBSテレビ      | 関東広域圏   |        |
| 2016年10月28日 - 12月9日  | 金曜 1:25 - 1:55（木曜深夜） | 長崎放送       | 長崎県       |        |
| 2016年11月2日 - 12月14日  | 水曜 1:25 - 1:55（火曜深夜） | テレビユー山形 | 山形県       |        |
| 2016年11月15日 - 12月27日 | 火曜 0:43 - 1:13（月曜深夜） | 青森テレビ     | 青森県       |        |